# Награда града Београда „Деспот Стефан Лазаревић”
Награда града Београда "Деспот Стефан Лазаревић" је награда коју Град Београд додељује средином априла сваке године, за претходну годину. Први пут је додељена за 2002. годину.
Ова награда је наследник Октобарске награде града Београда, која се додељивала 20. октобра – на дан када је 1944. године Београд ослобођен од немачке окупације у Другом светском рату – од 1955. до 1996.
Уведена је и награда „Светислав Стојановић”, за изузетне резултате остварене у области заштите од пожара на територији града Београда, за појединог ватрогасца и за ватрогасну јединицу.
Назив награде је проширен именом деспота Стефана Лазаревића за 2020. Награде за ту годину су додељене заједно са онима из 2019., због пандемије.
Награда се додељивала у петнаест, а затим у осамнаест и деветнаест дисциплина, добитници су били:

## Добитници

### за књижевност и преводно стваралаштво
- 2002. Милета Продановић, за роман „Врт у Венецији”[1]
- 2003. Гордана Ћирјанић,[2] за роман „Кућа у Пуерту”
- 2004. Душко Паунковић за превод романа „Гајта Газданова“
- 2005. Давид Албахари за роман „Пијавице“
- 2006. Бранимир Живојиновић, за превод дела „Човек без особина” Роберта Музила, издавачи „ЦИД” и „Невски”
- 2007. Михајло Пантић, за књигу „Овог пута о болу”, у издању ИП „Стубови културе”
- 2008. Душко Новаковић, за књигу песама „Клупе ненаграђених”, у издању „Трећег трга” из Београда
- 2009. Дринка Гојковић, за превод књиге „Култура и политика” Волфа Лепениса, у издању ИП „Геопоетика”
- 2010. Веселин Марковић за књигу „Ми различити“
- 2011. Борислав Радовић за дело „Понешто о песницима и о поезији“
- 2012. Олга Кострашевић за превод дела „Идеје за филозофију повести човечанства"
- 2013. Академик Милосав Тешић за књигу „Ветрово поље”
- 2014. Злата Бојовић за књигу „Историја дубровачке књижевности“
- 2015. Петар Цветковић за књигу „Поглед с трема“
- 2016. Мирослав Максимовић за књигу „Бол”
- 2017. Алек Вукадиновић, за књигу песама „Песнички атеље II”[3]
- 2018. Јелена Ленголд, за књигу „Одустајање”[4]
- 2019. Новица Антић, за превод „Велика (пост)совјетска енциклопедија” - Николај Кољада[5]
- 2020. Игор Маројевић за роман "Остаци света"
- 2021. Владимир Д. Јанковић, за превод Толкинове књиге „Берен и Лутијена”[6]
- 2022. Горан Петровић, за роман „Иконостас свег познатог света”[7]
- 2023. Бранко Анђић, за дело „На мапи утопије” у издању „Лагуне”[8]
- 2024. Боривој Герзић, за дело „Лутам сад мртав светом”[9]

### за позоришно стваралаштво
- 2002. Јагош Марковић, за режију представе „Скуп” - ЈДП
- 2003. Предраг Мики Манојловић, за улогу Молијера у представи „Молијер, још један живот” - ЈДП
- 2004. Дејан Мијач за режију представе „Псећи валцер“
- 2005. Егон Савин за режију представе „Смртоносна мотористика“
- 2006. Соња Вукићевић, за ауторски пројекат „Циркус историја” у продукцији БИТЕФ фестивала
- 2007. Биљана Србљановић, за текст драме „Барбело, о псима и деци”, изведеној у ЈДП
- 2008. Душанка Стојановић Глид, за улоге: Веронике Улије у представи „Бог масакра“ у продукцији позоришта „Атеље 212”, Дорине мајке у представи „Сексуалне неурозе наших родитеља” и грофице Алмавиве у представи „Фигарова женидба и развод” у продукцији Народног позоришта
- 2009. Наташа Тапушковић, за одигране три улоге у представи „Терапија” Јордана Цветановића, продукција позоришта „Атеље 212”
- 2010. Борис Комненић за улогу Дезмонда Мортона у представи „Државни службеници“ Народног позоришта
- 2011. Властимир Ђуза Стојиљковић за улогу Дина у представи „Отац на службеном путу“
- 2012. Милош Лолић за режију представе „Отело”
- 2013. Небојша Дугалић за улогу Роберта у представи „Издаја”
- 2014. Јелена Јовичић за улогу у представи „Виктор Викторија“
- 2015. Небојша Глоговац за улогу судије Адама у представи „Разбијени крчаг“
- 2016. Бранко Видаковић за улогу Лебедева у представи „Иванов” Народног позоришта
- 2017. Слободан Стефановић, за улогу Фантома у представи „Фантом из опере” у продукцији Позоришта на Теразијама”[3]
- 2018. Ненад Јездић, за улогу Кантора у представи „Краљ Бетајнове” у продукцији ЈДП[4]
- 2019. Светислав Буле Гонцић, за улогу „Човек у фотељи” у представи „Бродвејске враголије”[5]
- 2020. Борис Лијешевић, режија представе „Чистач”[5]
- 2021. Нада Шаргин, за улогу Норе у представи „Нора - луткина кућа”[6]
- 2022. Милан Марић, за улогу Едипа у представи „Едип”[7]
- 2023. није било предлога
- 2024. није било предлога[10]

### за филм и радио-телевизијско стваралаштво
- 2002. Зоран Симјановић, за музику у ТВ филму „Кордон” и комплет од три компакт-диска музике за филм „Једна тема, један филм”
- 2003. Горан Марковић, за режију играног филма „Кордон”, продукција РТС и „Викторија филм”
- 2004. Арса Јовановић за ауторску емисију „Четири ветра“ Трећег програма Радио Београда
- 2005. Горан Радовановић за документарац „Пилећи избори“
- 2006. Олег Новковић, за режију дугометражног играног филма „Сутра ујутру”, продуцент
- 2007. Небојша Глоговац, за улогу Младена у филму „Клопка” и улогу Ивана у филму „Хадерсфилд”
- 2008. Аница Добра, за улогу Анице у дугометражном играном филму „Љубав и други злочини”
- 2009. Мирослав Момчиловић, за сценарио дугометражног играног филма „Чекај ме, ја сигурно нећу доћи”
- 2010. Никола Лежаић, сценариста и редитељ, и Милош Јаћимовић, директор фотогафије, за филм „Тилва Рош“
- 2011. Милош Радивојевић за режију филма „Како су ме украли Немци“
- 2012. Миладин Чолаковић за фотографију у дугометражном играном филму „Устаничка улица”
- 2013. Никола Мајдак И Ана Недељковић за режију анимираног филма „Rabbitland”
- 2014. Младен Матичевић за режију документарног филма „Мој занат“
- 2015. редитељ и сценариста Вук Ршумовић за играни филм „Ничије дете“
- 2016. Милош Радовић за сценарио и режију филма „Дневник машиновође”
- 2017. Драган Бјелогрлић, за целокупан уметнички допринос, режију и улогу Андре Танасијевића Танета у серији „Сенке над Балканом”[3]
- 2018. Игор Ђорђевић, за улогу Ђорђа Катића у ТВ серији „Корени”[4]
- 2019. Милош Биковић, за улогу Вука Мајевског у филму „Балканска међа” и улогу Грише у филму „Слуга”[5]
- 2020. није било кандидата
- 2021. није било валидних предлога[11]
- 2022. Ненад Павловић, за режију и ко-сценарио филма „Траг дивљачи”[7]
- 2023. Дарко Лунгулов, за сценарио и режију филма „YU Група - Тренутак сна”[8]
- 2024. није било предлога[10]

### за ликовно и примењено стваралаштво, визуелне и проширене медије
- 2002. Драгољуб Тодосијевић, за ретроспективну изложбу „Хвала Раши Тодосијевићу” - МСУ
- 2003. Душан Оташевић, за ретроспективну изложбу објеката, слика и цртежа под називом „Попмодернизам” - МСУ
- 2004. Бранимир Карановић за изложбу „Знаци и путокази“ у Музеју 25. мај
- 2005. Слободан Ера Миливојевић за изложбу „Градови, разгледнице у боји“ одржану у Сопоту
- 2006. Недељко Париповић, за изложбу „Постојање уметношћу – радови 1970-2005” одржану у МСУ
- 2007. Владан Радовановић, за изложбу „Синтезијска уметност”, одржану у Уметничком павиљону „Цвијета Зузорић”
- 2008. Душан Петричић, за ретроспективну изложбу „Аутобиографика” одржану у Музеју примењене уметности
- 2009. Коста Богдановић, за ретроспективну изложбу „Узвишено у сенци – Уметност Косте Богдановића”, одржану у Кући легата
- 2010. Никола Кока Јанковић за ретроспективну изложбу „Скулптуре и цртежи“ у Галерији САНУ
- 2011. Вјера Дамјановић за изложбу „Библиотека светлости“ у галерији „УЛУС“
- 2012. Олга Јеврић за изложбу „Материја духа” одржану у Кући легата
- 2013. Владимир Величковић за изложбе: „Гаврани” и „Владимир Величковић – цртежи и колажи”
- 2014. Миле Грозданић, за ретроспективну изложбу цртежа и објеката одржану у Галерији ХАОС
- 2015. Милица Стевановић за ретроспективну изложбу „Милица Стевановић - настајање слике“
- 2016. Томислав Петернек за ретроспективну изложбу фотографија „Живот”
  - специјално признање: Милена Страхиновић и Бранко Станојевић, за прву награду на изложби уметности „Arte Laguna Prize” у Венецији[12]
- 2017. Милан Блануша, за самосталну изложбу поводом 50 година рада у Галерији 212[3]
- 2018. Милија Нешић, за самосталну изложбу „Уметност пулсира космосом”[4]
- 2019. Горан Чпајак, вајар и декан Факултета примењених уметности,[5] за изложбу скулптура у простору УЛУС-а[13]
- 2020. Рајко Р. Каришић, за изложбу „Фотографије - ретроспектива Рајка Р. Каришића”[5]
- 2021. Александар Цветковић, за самосталну изложбу „Алегорије на грчке митове” у Галерији УЛУС[6]
- 2022. Александар Денић, за самосталну изложбу „Декада”[7] у излагачком простору биоскопа „Балкан”
- 2023. Ђорђе Аралица, за изложбу „The Image Of the City”, реализовану у Галерији Куће легата.[8]
- 2024. Драган Рајшић, за изложбу „(Не)жељени хоризонти”, у Салону Музеја града[9]

### за музику и музичко-сценско стваралаштво
- 2002. Милан Михајловић, за дело „Повратак”, концерт за виолончело и симфонијски оркестар - БЕМУС 2002.
- 2003. Бојан Суђић, за извођење сценске кантате „Carmina Burana” у Сава центру
- 2004. ауторски тим и ансамбл Народног позоришта за извођење балета „Ко то тамо пева“
- 2005. Властимир Трајковић за дело „Пет песама Стефана Малармеа“ премијерно изведено на 37. БЕМУС-у
- 2006. „Гудачи Светог Ђорђа“ и Гордан Николић, за концерт „Моцарт изазов”, одржан у Задужбини Илије М. Коларца
- 2007. Јован Колунџија, за концерт поводом 40 година уметничког рада, у Задужбини Илије М. Коларца
- 2008. Љубиша М. Јовановић, за реситал уз клавирску пратњу Александра Сердара, одржан у Сава Центру
- 2009. Ансамбл за рану музику „Ренесанс”, за концерт под називом „Четрдесето пролеће Ансамбла Ренесанс”, одржан у Великој дворани Коларчеве задужбине
- 2010. Анета Илић за изузетан уметнички ангажман током 2010. године
- 2011. Војислав Бубиша Симић, диригент, композитор и аранжер, за концерт „Сентиментално путовање“ са Биг бендом РТС-а
- 2012. Премил Петровић за премијерни наступ „Оркестра без граница” на концерту одржаном дана 11. октобра 2012. године у Великој дворани Сава центра у оквиру 44. Београдских музичких свечаности (БЕМУС)
- 2013. Иван Јевтић за светску премијеру дела „Девет песама из циклуса Седам лирских кругова” на стихове Момчила Настасијевића, за мецосопран и симфонијски оркестар
- 2014. Смиљка Исаковић, за премијерно извођење програма „Осу се небо звездама“ поводом стогодишњице смрти Стевана Стојановића Мокрањца, изведеног 14. новембра 2014. године у Свечаној сали Скупштине града Београда на отварању Фестивала чембала
- 2015. композитор Дејан Деспић, за премијерно извођење „Кончертина оп. 202а за виолину и гудаче/Софији ди Сома”[14]
- 2016. Југослав Бошњак за симфонију „Свемир, четири симфонијске слике”
- 2017. Ђорђе Павловић, диригент, за успешну адаптацију и обликовање оркестарске партитуре и премијеру балета „Евгеније Оњегин” у НП[3]
- 2018. Мирољуб Аранђеловић Расински, за националну оперу „Седра” (опера у пет слика), премијерно изведену у Коларчевој задужбини.[4]
- 2019. Јадранка Јовановић, за идеју, реализацију и извођење концерта „Великани шпанског музичког пера”[5]
- 2020. Немања Станковић, виолончелиста, за компакт-диск „Трагови”[5]
- 2021. др Маја Смиљанић Радић,[6] за концерт под називом „Дела српских композитора за оргуље”[11]
- 2022. Ирена Драговић, за компоновање музичко-сценског дела „Деца”[7]
- 2023. Владимир Милошевић, Уна Станић и Немања Станковић, који чине клавирски трио „Corda”, за концерт у Великој дворани Коларчеве задужбине[8]
- 2024. Марко Ковач, за музичко дело „Хиландар, звона и молитве за клавир и симфонијски оркестар”[9]

### у области природних и техничких наука
- 2002. др Милутин Благојевић, за дело Gravitation and gauge symmetries („Гравитација и локалне симетрије”)
- 2003. др Душко Катић, акад. Миомир Вукобратовић, др Вељко Поткоњак и мр Владимир Матијевић, за заједничко дело две објављене монографије, и то „Intelligent Control of Robotic Systems” („Интелигентно управљање роботским системима” Катића и Вукобратовића и „Dynamics of Robots with Contact Tasks” („Динамика робота са еластичним контактима”) Вукобратовића, Поткоњака и Матијевића
- 2004. Мирослав Павловић за дело „Увод у функцијске просторе на диску“ (Introduction to Function Spaces on the Disc)
- 2005. Александар Спасић за дело „Фино диспреговане честице: микро-нано и ато-инжењерство“
- 2006. др Радомир Саичић, за дело „Затварање средњих прстенова циклоалкена /Z/ конфигурације методом метатеза/фрагментација; Тотална синтеза ± перипланона Ц”
- 2007. проф. др Драгољуб Ускоковић и проф. др Ненад Игњатовић за дело  („Композитни биоматеријали на бази керамике и биоресорбилних полимера: од синтезе до примене”)
- 2008. Јелена Т. Левић, за дело „Врсте рода Fusarium”
- 2009. Научном тиму „ВИНЧА” и сарадницима, од 11 чланова, за дело „”, објављено у међународном научном часопису Analytical and Quantitative Cytology and Histology, 31 (5) (2009) 288-295 (impact factor IF = 2,940)
- 2010. Владимир Драговић и Милена Радновић за дело „Билијари, квадрике и вишедимензионални Понселеови поризми“
- 2011. др Велимир Радмиловић за дело „“
- 2012. Марија Милутиновић, Жељко Радуловић, Снежана Томановић И Златибор Петровић за дело „Крпељи Србије”
- 2013. др Милован Шуваков и др Вељко Дмитрашиновић, за дело „Three Classes of Newtonian Three – Body Planar Periodic Orbits”
- 2014. академик Градимир Миловановић, за три научне монографије и четири врхунска научна достигнућа, објављена у најеминентнијим светским научним часописима
- 2015. др Александра Малучков и др Љупчо Хаџијевски за дело „“
- 2016. Георг Џукић, Тања Вуков и Милош Калезић за дело „Фауна репатих водоземаца Србије”
- 2017. није додељена[3][15]
- 2018. др Александар М. Спасић, за дело „Rheology of Emulsions – Elektrohydrodynamics principles”.[4]
- 2019. др Славенко М. Стојадиновић, проф. др Видосав Д. Мајсторовић, [13]
- 2020. није додељена[16]
- 2021. Драган Милићев,[6] за [11]
- 2022. Катарина Гашић, Невена Златковић и Немања Кузмановић, за научно дело „“[7]
- 2023. проф. др Слободан Вујић за научно дело „Квантитативни модели за подршку одлучивању и планирање и пројектовање у рударству”[8]
- 2024. Јелена Левић, научна саветница у пензији, за монографско дело „Таксономија и диверзитет микобиотике семена”[9]

### за науку и проналазаштво
- 2002. Милош Лопар, за проналазак „Аутоматски појас за спасавање”
- 2003. Зоран Петрашковић, за „Систем сеизмичког ојачања - Систем ДЦ-90”
- 2004. Љиљана Гајић Крстајић, Наташа Тришовић, Недељко Крстајић и Томислав Тришовић за уређај за производњу и дозирање активног хлора „Хидроген уређај“
- 2005. Милош Главоњић, Драган Милутиновић, професори Машинског факултета и Владимир Квргић, Зоран Вишњић, Зоран Димић, из Лола система, за патентно решење „Троосна машина са паралелном кинематиком Lola pn101-4. V.1.“
- 2006. др Ивица Станчић и професор др Љиљана Тихачек Шојић, Клиника за стоматолошку протетику, Стоматолошки факултет у Београду, за решење „Телескоп протеза са модификованом великом непчаном спојницом за оптурацију расцепа”
- 2007. Слободан Петровић, Технолошко-металуршки факултет из Београда, за проналазак-патент „Нови поступак за синтезу N-алкил и и N, N-диалкил-O-алкилтионкарбаматних колектора”
- 2008. професор др Миодраг Несторовић, за проналазак-дело „Интегрално затегнута купола са безмоментном контуром”
- 2009. др. Милан Девић, за проналазак-дело „Поступак за добијање полусуве смеше полистирол бетона-Симпролит”
- 2010. није додељена
- 2011. група аутора у саставу Александар Вег, Аца Гобељић, Дејан Симић и Горан Шиниковић, за дело „Процесорски поступак за мерење и анализу вибрација и уравнотежење ротора стробо методом и уређај за извођење поступка”
- 2012. Бориша Милекић за проналазак-дело „Екоробот – уређај за чишћење вентилационих канала”
- 2013. није додељена
- 2014. Комнен Лаловић, за проналазак „Уређај за биометријску идентификацију родитељства - материнства”
- 2015. није додељена
- 2016. Милош Милошевић и Бојан Лазић за проналазак уређаја за истакање и расподелу напитка из флаше
- 2017. Милош Станковић, за проналазак-уређај за уништавање корова[3]
- 2018. Наташа Голић, Амарела Терзић Видојевић, Катарина Вељовић и Игор Мрваљевић, за проналазак „Нова пробиотичка стартер култура за хуману и анималну примену”.[4]
- 2019. Зорица Дуловић, за проналазак „Систем за претварање Сунчеве енергије у електричну”[5]
- 2020. др Александар Маринковић, др Тихомир Ковачевић, др Јелена Русмировић, др Саша Брзић, Јовица Нешић, др Александра Божић и др Марина Стаменовић, за проналазак „Поступак добијања композита на бази полиестерске смоле из отпадне PET амбалаже и оксидованог праха из индустрије оптичких стакала за примену у грађевинарству, индустрији и рударству”[5]
- 2021. Александар Марковић, за „Систем и поступак за дешифровање и транспоновање визуелне у музичку композицију из уметничке слике”[6]
- 2022. није било предлога
- 2023. проф. др Душан Мијин, др Милица Светозаревић Арсовић, проф. др Зорица Кнежевић-Југовић, др Ана Дајић, др Марина Михајловић и др Мића Јовановић[8] за дело „Нови поступак за биодеградацију антрахинонских боја у континуалном микрореакторском систему пероксидазом изолованом из пољопривредног отпада”[17]
- 2024. Александра Иветић, за проналазак „Стабилизатор силаже”[9]

### за изузетно дело које представља допринос у развоју медицине:
- 2002. доц. др Светлана Стошић-Дивјак, за дело „Новија схватања тумора назофаринкса”
- 2003. Бранислав Ч. Пешић, за дело „Атлас неуролошке патофизиологије”
- 2004. није додељена
- 2005. професори Медицинског факултета Владимир Бумбаширевић, Весна Лачковић, Новица Милићевић, Живана Милићевић, Споменка Мујовић, Миљана Обрадовић, Сенка Пантић, Братислав Стефановић и Душан Трпинац за дело „Хистологија“.
- 2006. професор др Милан Милисављевић и професор др Здравко Витошевић те доцент др Александар Маликовић, за дело „Анатомија пресека и артерије мозга”
- 2007. др Милош Јовановић, за дело „Судскомедицинско вештачење у офталмологији”
- 2008. доцент др Александар Симић и професор др Петар Симић за дело „Историја хирургије“
- 2009. проф. др Марко Муњиза, за дело „Увод у клиничку психопатологију – Од симптома до дијагнозе у психијатрији”
- 2010. проф. др Нада Поповић за дело „Анестезија у трауми“
- 2011. академик Миодраг Остојић, академик Владимир Кањух и др Бранко Белеслин за дело „Кардиологија“
- 2012. Проф. др Зоран Кривокапић за дело „Карцином ректума”
- 2013. Група аутора: 152 члана Катедре за хирургију са анестезиологијом Медицинског факултета Универзитета у Београду, за дело „ХИРУРГИЈА ЗА СТУДЕНТЕ МЕДИЦИНЕ”
- 2014. Радан Џодић за дело „Рак дојке“ и министар здравља Златибор Лончар за рад или изузетне вредности појединца којима је дао значајан допринос развоју и унапређењу медицине
- 2015. проф. др Лазар Давидовић за дело „Хирургија аорте“ и проф. др Мирослав Ђорђевић за рад или изузетне вредности појединца којима је дао значајан допринос развоју и унапређењу медицине
- 2016. Радован Богдановић и Недељко Радловић за дело „Педијатрија”; 
  - за рад или изузетне вредности појединца којима је дао значајан допринос развоју и унапређењу медицине: др Драгана Вујић, на челу тима за трансплантацију коштане сржи на Институту за заштиту мајке и детета „Др Вукан Чупић”
- 2017. група 11 стручњака за дело „Карцином ларинкса”; награда за појединца није додељена[3] (није било исправних пријава[15])
- 2018. Група осморо медицинара за дело „Неуропатије, принципи савремене дијагностике и терапије”[4]
  - рад појединца: проф. Даница Грујичић,[4] за допринос у формирању Одељења радиохирургије у Центру за неуроонкологију Клинике за неурохирургију Клиничког центра Србије и др.[18]
- 2019. проф. др Иван Пауновић, проф. др Александар Диклић и проф. др Владан Живаљевић, за књигу „Хирургија надбубрежне жлезде”[13]
  - рад појединца: тим за тромбектомије Клиничког центра Србије са доц. др Марком Ерцеговцем на челу и др Иваном Вукашиновићем,[19] нова метода у лечењу акутног можданог удара
- 2020. проф. др Бранислава Савић, проф. др Сања Митровић и проф. др Тања Јовановић, књига „Медицинска микробиологија”[16]
  - рад појединца: др Татјана Станојковић[19] (онкологија)[16]
- 2021. Изузетно дело које представља допринос развоју медицине: проф. др Драган Машуловић, проф. др Зорица Милошевић, проф. др Драган Сагић, проф. др Ружа Стевић за дело „Радиологија” и 
  - Рад или изузетне вредности појединца којима је дао значајан допринос развоју и унапређењу медицине: директорка Ковид болнице у Батајници Татјана Аџић[6][11]
- 2022. изузетно дело: акад. проф. др Радоје Чоловић, за уређивање књиге „150 година Српског лекарског друштва” и 
  - допринос развоју: проф. др Лазар Давидовић, декан МФ БУ, обезбедио апарат за интраоперативни неурмониторинг и едукацију за рад с истим, увео регистар васкуларних операција у Србији у сарадњи са европским регистром
- 2023.  проф. др Радица Степановић Петровић, проф. др Мирослав Савић, проф. др Маја Томић и проф. др Александра Новаковић, за дело „Фармакологија”[8]
  - рад појединца: проф. др Павле Грегорић, ванр. проф. МФ, ургентна и баријатријска хирургија[17]
- 2024. није додељена/није било предлога[10]

### за друштвене и хуманистичке науке
- 2002. др Александар Молнар за дело „Расправа о демократској уставној држави”[20]
- 2003. др Дубравка Стојановић за дело „Србија  и демократија 1903-1914”[21]
- 2004. Весна Бикић и Марко Поповић за монографију „Комплекс средњовековне митрополије у Београду - истраживања у Доњем граду Београдске тврђаве“[22]
- 2005. академик Сима Ћирковић за дело „Срби међу европским народима“[23]
- 2006. академик Војислав Становчић за дело „Политичка теорија”[24]
- 2007. академик Милорад Екмечић за дело „Дуго кретање између клања и орања”[25]
- 2008. Јелена Мргић за дело „Северна Босна 13-16. век”[26]
- 2009. Јелена Ђорђевић, за дело „Посткултура”
- 2010. др Драгољуб Мићуновић за дело „Историја друштвених теорија“, том 1. и 2.[27]
- 2011. проф. др Вукашин Павловић за дело „Држава и друштво“[28]
- 2012. др Мирослав Јовановић за дело „Срби и Руси 12-21. век”[29]
- 2013. проф. др Слободан Жуњић за дело „Прирок и суштаство” 4 тома[30]
- 2014. др Часлав Копривица за дело „Филозофија ангажовања”[31]
- 2015. проф. др Славиша Орловић за дело „Изборни бумеранг - политичке последице изборних система“[14]
- 2016. историчари Мирослав Перишић и Јелица Рељић за дело „Култура Срба у Трсту 1751-1914”[32]
- 2017. Зоран М. Јовановић за дело „Историја београдских светиња”[33]
- 2018. проф. др Жика Бујуклић за дело „Правнички домети песника Лазе Костића”[34]
- 2019. проф. др Драган Симеуновић, за дело „Историја српске политичке мисли”[5]
- 2020. др Борис Милосављевић за књигу „Београдски родослови”.
- 2021. Радош Љушић, за дело „Кнез Милош државотворни владар”[6]
- 2022. проф. др Драган Симеуновић, за дело "Политика као уметност илузије" (и за образовање)[7]
- 2023. др Ирена Шентевска, за монографију „Распевани Београд: Урбани идентитет и музички видео”[8]
- 2024. Сузана Рајић, за монографско дело „Кнез Милан Обреновић (1854-1881) од бератлије до суверена”[9]

### за архитектуру и урбанизам
- 2002. проф. дипл. инж. арх. Миодраг Мирковић, за реализован пословни објекат у Улици Ресавској бр. 22
- 2003. Зоран Радојчић и Дејан Миљковић, за комплексну реконструкцију Југословенског драмског позоришта
- 2004. Благота Пешић за архитектонско решење куће Пејовића на планини Повлен код Ваљева
- 2005. Србољуб Роган за стамбено-пословни објекат Л2 на локацији МЗ „Јанко Лисјак“ на Врачару
- 2006. Сањин Грбић, за стамбени комплекс „Панорама Дедиње” у Београду
- 2007. Ела Нешић за стамбени објекат луксузних апартмана у Ул. Баје Пивљанина на Дедињу
- 2008. Горан Војводић, дипл. инж. арх, Гроздана Шишовић, дипл.инг.арх. и Душан Радишић, дипл.инг.арх. за управну зграду Компаније „PORCHE SCG”, Зрењанински пут бр. 11, у Београду
- 2009. Дејан Миљковић, дипл. инж. арх. и Јован Митровић, дипл. инж. арх., за објекат кућа–атеље на углу улица Сењачке и Светог Наума, у Београду
- 2010. Слободан Мића Рајовић, Зоран Никезић и Василије Милуновић за пословно-стамбени објекат „Б2“ на Теразијској тераси у Београду
- 2011. Миленија Марушић и Дарко Марушић за комбиновану дечју установу „Церак Виногради“
- 2012. Предраг Милутиновић дипл. инж. арх, за Центар за смештај и дневни боравак деце и омладине ометене у развоју „Сунце”, у улици Исмета Мујезиновића бб, Бежанијска коса
- 2013. Милан Вујовић дипл. инж. арх, за стамбено-пословни објекат ГПЗ, у блоку 11а, Нови Београд
- 2014. Борислав Петровић, Иван Рашковић, Александар Томић, Нада Јелић, Никола Стојковић, Лука Остојић и Анђелка Мурић, за реализовано дело Комбинована дечија установа у блоку 61 у Београду
- 2015. Влада Славица за реализовано дело Центар за особе ометене у развоју „Предах плус“ у Београду
- 2016. Сања Ђорђевић и Весна Радовановић из Урбанистичког завода Београда, за План генералне регулације грађевинског подручја седишта јединице локалне самоуправе – Град Београд (целине I-XIX)[35]
- 2017. Дејан Тодоровић, архитекта, за адаптацију, реконструкцију и доградњу објекта Музеја савремене уметности[3]
- 2018. Ауторски тим Remorker arhitects, Mилан Катић, Марко Корошец, Душица Тотић, Ивана Тијанић, Христина Тошић, Милош Милићевић, Дарко Рашета, Ана Бркић и Вања Пауновић, за реализовано дело реконструкције пословне зграде "Булевар 79", бивша пословна зграда „Трудбеника”
- 2019. Зорица Савичић и Зоран Дмитровић, за просторно решење Трга републике у Београду[5]
- 2020. није било кандидата
- 2021. Владимир Лојаница, за пословни објект - кампус мултинационалне NCR, Нови Београд[6]
- 2022. није било предлога
- 2023. Дејан Миљковић, за породични стамбени објекат у улици Чолак Антина 18 на Сењаку[8][17]
- 2024. Александра Шевић, за реализовани Пројекат реконструкције, санације и адаптације објекта Централне куле у комплексу Старог сајмишта у Београду и његову пренамену у изложбени простор Меморијалног центра „Старо Сајмиште”[9]

### за пољопривреду
- 2011. Иван Јеремић за успешно увећање стада говеда и производњу млека
- 2012. Родољуб Лакићевић из Звечке
- 2013. Слободан Симић из Вранића, за изузетне резултате у области индивидуалне пољопривредне производње
- 2014. Добрица Раковић, за засад високожбунасте боровнице опремљене хај-тек сиcтемима за наводњавање и противградну заштиту
- 2015. Пољопривредно газдинство Миливоја Стевановића - фарма свиња „Стевановић“ из Дудовице, код Лазаревца
- 2016. породично газдинство Горана Танасковића из Велике Иванче код Младеновца (сточарство, говедарство[35])
- 2017. породично газдинство Николе Богуновића из Батајнице (највеће на градском подручју по броју оваца, расе „ил де франс”[15])
- 2018. породично газдинство Дејана Табаковића из Велике Моштанице[4] (пластеничко повртарство, рекордер у украсној салати[18])
- 2019. породично пољопривредно газдинство Александра Љубојевића из Грабовца, oпштина Обреновац (повртарство, зачинско биље)
- 2020. породично пољопривредно газдинство Душана Ђорђевића из Камендола, општина Гроцка (воћарство)[36]
- 2021. газдинство Михаља Павела-Давида из Бољеваца[6] (преко 600 ха земље, фарма са 150 крмача)[37]
- 2022. породично пољопривредно газдинство Марка Николића из Велике Иванче[7] (дневно предаје 1.100 л млека)
- 2023. Дарко Здјелар из Угриноваца за породично пољопривредно газдинство[8] (годишња испорука млека 943.000 л са 3,9% мл. масти)[17]
- 2024. породично пољопривредно газдинство Марка Вилотића из Грабовца, општ. Обреновац[9] (100 ха земље, пластеник, 1000 л млека дневно, 10 крмача)[10]

### за новинарство
- 2002. Милош Васић, новинар листа „Време”
- 2003. Веран Матић, гл. и одг. уредник ТВ Б92
- 2004. Драгослав Ранчић колумниста недељника НИН за спољнополитичке коментаре у том листу
- 2005. Веселин Симоновић главни и одговорни уредник листа „Блиц“; Светлана Лукић и Светлана Вуковић Месаровић за емисију „Пешчаник“ на Радију Б92
- 2006. Предраг Кораксић Коракс, за карикатуре објављене у дневном листу „Данас” и недељнику „Економист”
- 2007. Даница Вученић, ауторка емисије „Кажипрст” Радија Б92
- 2008. Марко Сомборац, за политички стрип који се објављује у дневном листу „Блиц”
- 2009. ЈРДП „Студио Б”, за програмски допринос у неговању слободарског духа Београда
- 2010. Бранкица Станковић за емисију „Инсајдер“ на ТВ Б92
- 2011. Ирена Јовановић и Југослав Пантелић, новинари ТВ Студио Б, за концепт емсиије „Београде, добар дан“
- 2012. Иван Мрђен, уредник „Блица”, за креативан допринос у информисању грађана главног града
- 2013. Александар Диклић за серијал „Београд вечити град”, и Весна Несторовић за телевизијску емисију Студија Б „Упознајте нас боље”
- 2014. Вељко Пајовић за радио емисију „Београдска разгледница“ Студија Б
- 2015. Владимир Паликућа, за рад у редакцији Београдске хронике и јутарњег програма РТС[14]
- 2016. Велимир Павловић новинар Студија Б за емисију Ниво 23
- 2017. Данијела Давидов Кесар из „Политике” и Ана Стаменковић из Информативног програма РТС, за деценијску кампању „Продужи живот” и извештавање о трансплантацији и завештању органа[3]
- 2018. Мирослав Лазански, војнополитички коментатор, за изузетан вишедеценијски рад у тој области[38]
- 2019. Зоран Љ. Николић, целокупни допринос новинарству и писање о Београду[13]
- 2020. Живорад Николић, целокупни рад и допринос радио и ТВ новинарству[16]
- 2021. Ненад Камиџорац, за очување вредности изворне народне музике у радијском окружењу,[6] у емисији „Музичка плетеница” Радио Београда[11]
- 2022. Сања (Лубардић) Анђелковић, уредница градског програма РТВ Студио Б[7]
- 2023. Круна Уна Митровић, новинарка телевизије Хепи,[8] емисија „Добро јутро Србијо” и свакодневно извештавање[17]
- 2024. Миливоје Павловић, за новинарско-публицистичко дело „Десет портрета и десет разговора”[9]

### за образовање
- 2002. није додељена
- 2003. Тинде Ковач-Церовић, Љиљана Левков, Снежана Клашња, Александар Бауцел, Борислава Максимовић, носиоци пројекта „Нова школа”, имплементираног у првом разреду основне школе
- 2004. Предраг Јаничић за књигу „Математичка логика у рачунарству“
- 2005. Радмила Лабан директор Школе ученика оштећеног вида „Вељко Рамадановић“ као руководилац пројекта „Аудиобиблиотека за слепу и слабовиду децу“
- 2006. др Миодраг Матељевић, редовни професор на Математичком факултету у Београду, за уџбеник-монографију „Комплексне функције 1 & 2”
- 2007. Софија Мићић, доцент за енглески језик на Медицинском факултету у Београду, за дело „Медицински речник (енглеско-српски и српско-енглески)”
- 2008. Иван Ивић, Ана Пешикан и Слободанка Антић, за дело „Водич за добар уџбеник” – Општи стандарди квалитета уџбеника
- 2009. Наташа Чалуковић, проф. физике у Математичкој гимназији, за уџбеник „Физика за седми разред” – и две прерађене збирке задатака за 6. и за 7. разред основне школе
- 2010. Нада Трифковић, професор филозофије и социологије и директор Медицинске школе за обезбеђивање и штампање литературе на Брајевом писму и свечано пуштање у рад 2010. године информатичког кабинета за слепе и слабовиде ученике.
- 2011. др Небојша Цветковић директор Предшколске установе „Јелица Обрадовић“
- 2012. Професор Милоје М. Ракочевић за дело ”Визионарством ка врху - стваралачки пут Милана О. Распоповића”
- 2013. Група аутора: др Љиљана Абрамовић Савић, мр Виолета Несторов и мр Стеван Несторов за књигу „Покренимо се повежимо се – да не губимо време”, са пратећим едукативним документарним филмом „Пут истине је живот”
- 2014. није додељена
- 2015. Елизабета Максовић, за рад са децом у вртићу „Радосно детињство” на Чукарици[14]
- 2016. Маја Арсеновић за реализацију „скајп” часа ученика првог разреда Основне школе „Ебингер” из Чикага и Основне школе „Јанко Веселиновић” из Београда
- 2017. Весна Недељковић, за иновативност у образовно-васпитном процесу[3]
- 2018. проф. Милан Распоповић, за књигу „Математичка гимназија од сна до јаве”[4]
- 2019. Александра Станковић, наставница музичке културе у ОШ „Васа Пелагић”,[5] учешће у пројектима ”800 деце за 800 година” и „Београд пева”[13]
- 2020. Лидија Жупанић Шуица и Маја Кескинов, професорке XIV београдске гимназије,[5] пројекат БЕОградска аванТУРА[16]
- 2021. Златко Грушановић[6] за развој и унапређење образовно-васпитног рада[11]
- 2022. проф. др Драган Симеуновић, за дело "Политика као уметност илузије" (и за друштвене науке)[7]
- 2023. није додељена
- 2024. није додељена

### за спорт
- 2002. Светозар Глигорић, шаховски велемајстор
- 2003. Милорад Чавић, светски рекордер на 100 метара делфин стилом - Европски шампионат у малим базенима, Даблин
- 2004. Јасна Шекарић, стрељаштво
- 2005. Александар Шапић, ватерполиста
- 2006. Филип Филиповић, ватерполиста
- 2007. Новак Ђоковић, тенис
- 2008. Милорад Чавић, пливање, успех на Олимпијади у Пекингу
- 2009. Милорад Чавић и Петар Поповић, пливање, за медаље на Светском првенству у Риму
- 2010. Зорана Аруновић, стрељаштво
- 2011. Новак Ђоковић, тенис
- 2012. Милица Мандић, теквондо, за освајање златне медаље на Летњим Олимпијским играма у Лондону 2012. године
- 2013. Емир Бекрић, атлетика, за освајање бронзане медаље на Светском атлетском првенству у Москви 2013. године
- 2014. Татјана Јелача за освајање сребрне медаље на Европском атлетском првенству у Цириху
- 2015. Марко Грујић, првотимац фудбалског клуба Црвена звезда, за освајање златне медаље са репрезентацијом на Светском првенству за фудбалере до 20 година на Новом Зеланду
- 2016. Тијана Богдановић освајачица сребрне медаље на Олимпијским играма у Рију у теквондоу
- 2017. Богдан Богдановић, кошаркаш, за сребрну медаљу на Европском првенству[3]
- 2018. Немања Мајдов, џудиста, за освајање сребрне медаље на Европском првенству[4]
- 2019. Тијана Богдановић, златне медаље на Европском првенству и Гран прију[5]
- 2020. Немања Мајдов, за сребрну медаљу на Европском првенству у Прагу и бронзану на Светском мастерсу у Кини[5]
- 2021. Милица Мандић, златна медаља на Олимпијским играма[6]
- 2022. Дамир Микец, за златну медаљу на Светском првенству, малокалибарски пиштољ
- 2023. Богдан Богдановић, за сребрну медаљу на Светском првенству[8]
- 2024. Милош Ћук, ватерполиста, за златну медаљу на Олимпијским играма[9]

### за херојско дело
- 2010. Ренато Грбић, рибар и угоститељ из Београда
- 2011. Никола Влаховић, који је у мају 2011. заштитио младића ромске националности од напада тројице хулигана у градском превозу
- 2012. Тања Драгић и Жељко Димитријевић, за освојене златне медаље на Параолимпијским играма у Лондону 2012. године
- 2013. Никола Ранковић за добротворни рок концерт, који је уз помоћ пријатеља организовао на свој рођендан, 30. новембра 2013. године, где је сакупио око 15.000 евра за операцију и лечење шестогодишње Лане Николић
- 2014. Немања Милојковић, Марко Дјурковић, Андрија Бецин, Дарко Бугарски и Слободан Вилотић за спасавање грађана Обреновца од поплаве
- 2015. Владимир Марковић, јереј, за рад у организацији Верско добротворно старатељство и Црквеној народној кухињи
- 2016. Весна Клачар за истрајну борбу за права деце и омладине са посебним потребама, у „Културно-едукативном центру ТАРА”[35]
- 2017. Игор Рашула, за рад у оквиру организације „Срби за Србе” - помоћ српским грађанима на Косову и Метохији, нарочито у оквиру акције „За Васкрс Косова и Метохије”[3]
- 2018. Александра Јанковић и Оливера Јововић, из Удружења СМА Србија, за рад на побољшању медицинске неге у Србији, посебно за успех у борби за снабдевање оболелих од СМА тешко доступним лековима, помагалима и апаратима неопходним за живот[4]
- 2019. Иван Вучетић, командир полицијске станице Звездара, за интервенцију у Улцињској улици где је спасао два људска живота, међу којима и живот бебе старе седам месеци[5]
- 2020. Бранко Антић, таксиста, за покретање акције бесплатног такси превоза за медицинске раднике током ванредног стања[5]
- 2021. није додељена[11]
- 2022. Марко Драгићевић, са спашавање једногодишњег дечака[7]
- 2023. није било кандидата
- 2024. није додељена

### за заштиту животне средине
- 2017. Ивана Јовчић, директорка Центра за унапређење животне средине, за успешно реализован VIII Међународни фестивал зелене културе [3]
- 2018. Горан Васић, аутор пројекта „Еко квиз”, за успешно реализовано квиз такмичење од петог до осмог разреда основних школа о значају заштите животне средине, екологије и рециклаже[4]
- 2019. Марина Дрндарски, за дугогодишње ангажовање и организовање ученика у оквиру секције, а потом и невладине организације „Еко-мускетари”[5]
- 2020. није додељена[16]
- 2021. Чланови удружења „Еко-патрола Сремчица”, који су учествовали у радовима на ревитализацији Ракине баре[6][11]
- 2022. Живојин Петровић, за књигу „Ратник Сунца”[7]
- 2023. чланови удружења „Регионални центар за младе таленте 'Никола Тесла'”, Никола Срзентић и Невена Некић, аутори приручника за такмичење „Национална олимпијада одрживог развоја и заштите животне средине”[8]
- 2024. није било предлога[10]

### за дугогодишњи рад и трајан допринос развоју Београда
- 2010. Слободанка Алексић и Бранислав Милићевић за оснивање Позоришта „Пуж“
- 2011. Борка Божовић за вођење галерије „Хаос“
- 2012. Радослав Зеленовић за очување препознатљивог успеха Југословенске кинотеке и реномеа ове институције у свету
- 2013. академик Драгољуб Р. Живојиновић за истраживачки рад на пољу историјских наука
- 2014. академик Владета Јеротић, за истраживачки рад на пољу психијатрије, психологије, филозофије и религије
- 2015. проф. др Радмила Маринковић, за истраживачки рад у подручју српске средњовековне књижевности и културе, за педагошки рад у подручју високог образовања[14]
- 2016. архитекта Предраг Ристић
- 2017. проф. др Ђорђе Трифуновић, за научни и истраживачки рад везан за српску средњовековну књижевност и културу, за педагошки рад у области високог образовања, за просвети рад у области јавне свести, као и за интернационални рад на подручју славистичких културолошких сусрета[3]
- 2018. Никола Кусовац, за истраживачки и музеолошки рад у подручју српске ликовне уметности од 18. до 20. века и за афирмисање ликовне уметности у јавном подручју[4]
- 2019. није додељена
- 2020. Милован Витезовић, књижевник
- 2021. Новак Ђоковић, тенисер
- 2022. Урош Дојчиновић[7]
- 2023. Драган Марић[8]
- 2024. Игор Бојовић[9]

### за изузетан допринос у реализацији догађаја од значаја за Београд
- 2010. Уметничко-продукцијска група „Ноћ музеја“ за реализацију манифестације „Ноћ музеја“ 15. маја 2010.
- 2011. ауторски тим „Београдске недеље архитектуре“ (БИНА)
- 2012. Александра Дрецун, Проф. др Вељко Поткоњак и Коста Јовановић, за иницирање и реализацију манифестације „Дани будућности – роботика”
- 2013. Љубиша Јовановић, Ивана Стефановић и Петар Поповић за организацију Првог фестивала класичне музике под називом „Самоодбрана уметности”
- 2014. Дејан Николић, директор Београдског маратона
- 2015. Немања Радуловић, виолиниста, за концерт на Студентском тргу, одржан 21. јуна 2015. у оквиру Белефа
- 2016. Александра Нинковић Ташић за ауторско вођење и организацију радионица на изложби „Пупин - од физичке ка духовној реалности”
- 2017. Саша Габрић, за режију представе „Мали каплар”[3]
- 2018. Иван Тасовац, за концерт на отвореном „Пикник под звездама”, у организацији Београдске филхармоније[4]
- 2019. Слободан Накарада, Сенка Ристивојевић и Дејан Сретеновић, за реализацију изложбе „Чистач” Марине Абрамовић у МСУ[5]
- 2020. Ивана Пејоски и Милена Станишић, за организацију инаугурационог концерта прославе Светског дана харфе[5]
- 2021. Михаило Јовановић, допринос у организацији вакцинације током пандемије ковида[6]
- 2022. кустоски тим Музеја савремене уметности, за ретроспективну изложбу Мрђана Бајића, „Непоуздани приповедач”[7]
- 2023. Јован Маљоковић, за концерт „На раскрсници светова” у Великој сали Дома омладине Београда[8]
- 2024. није додељена

### за стваралаштво младих у области науке
- 2002. Дарко Стевановић, за изузетан научни допринос у областима мултидисциплинарног истраживања ендокарног и васкуларног ендотела и корелације између новооткривеног лиганда за Л-селектин (Hematopoietic Cell L-selaktin Ligand /CD44) и субтипова акутних мијелоидних леукемија (AML M0/M7)
- 2003. Златан Јусуфовић (ЕТФ), Милош Миловановић (ЕФ), Александар Јанковић (АФ), Весна Мила Чолић (АФ), Ксенија Глишовић (ГФ), Маријана Радовић (ФПУ), Татјана Витковић (ЕФ) и Владимир Јовановић (АФ), за заједнички дипломски рад „Пројекат Београд”, са студијом „Савремена реинтерпретација урбанистичког плана Београда из 1913. године, арх. Alban Chambon”
- 2004. уредништво студентског часописа за књижевност и теорију књижевности
- 2005. Бојан Арбутина, магистар астрофизике, за магистарску тезу „Значај типа супернове за хидродинамичку и радио-еволуцију њеног остатка“
- 2006. Горан Ракић и Данило Шеган, студенти Математичког факултета у Београду, за рад „Гном 2.16 - Линукс оперативни систем”
- 2007. Стефан Милојевић, ученик другог разреда лабораторијског одсека огледног одељења Медицинске школе у Београду, Вељка Дугошевића бб, за рад „Испитивање хемијског састава земљишта и његова корелације са здрављем локалног становништва”
- 2008. Јасмина Лозановић, за докторску дисертацију на Машинском факултету, Универзитета у Београду са темом „Аутоматизација стереометријског мерења приликом одређивања напонског стања око врха прслине и процена интегритета конструкције”.
- 2009. Ана Гачић, дипл. инж. пејзажне архитектуре, за мастер рад – Дизајн отворених простора прилагођен особама са инвалидитетом на примеру Школе за ученике оштећеног вида „Вељко Рамадановић”, у Земуну
- 2010. тим „Strawberry energy“ за пројекат „Јавни соларни пуњач - Strawberry tree“ постављен у Обреновцу 14. октобра 2010.
- 2011. Лука Бренеселовић за публикацију „Споменица Валтазара Богишића“
- 2012. Милош Станковић за пројекат „Електрични уништавач корова и делова биљака”
- 2013. др Драган Хрнчић за докторску дисертацију „Модулација епилептичне активности изазване homocisten tiolaktonom код пацова: улога хиперметионинске дијете, спавања, физичке активности и азот моноксида”
- 2014. Уна Поповић за докторску дисертацију „Хајдегерова филозофија језика”
- 2015. др Младен Стајић, за докторску дисертацију „Пророчанства и прекогниција – од културне конструкције времена до политичке употребе”[14]
- 2016. Урош Јовановић, за научни рад [35]
- 2017. Нина Симоновић, за научни рад „Улога блокатора калцијумских канала у прекондиционирању срца”[3]
- 2018. Милица Томић, за научни рад „Синестезија као корак ка тоталном Музеју”[39]
- 2019. није додељена
- 2020. Душан З. Николић,[19] докторска дисертација „Екотоксикологија и хистопатологија гргеча из вештачких језера у Србији”[16]
- 2021. Никола Теомировић, ученик ЕТШ „Никола Тесла”, за уређај „Еколошка антиварозна кошница”[6]
- 2022. није било предлога
- 2023. Милан Мирчић, за научно-истраживачки рад „Систем вештачке интелигенције за бихевиорално-психолошку анализу”[8]
- 2024. није било предлога[10]

### за стваралаштво младих у области уметности
- 2002. Стефан Арсенијевић, аутор филмова „Мала јутарња прича” и „(А)Торзија”
- 2003. Павле Трпинац, дипломирани индустријски дизајнер, студент постдипломских студија ФПУ, за остварене резултате у дизајну аутомобила за које је освојио три угледне светске награде
- 2004. Калина Ковачевић, студенткиња глуме Факултета драмских уметности, за главну улогу у филму „Јесен стиже, дуњо моја“
- 2005. Миљана Вуксановић, за рукописну књигу „Старо српско песништво – Песме о Хиландару“
- 2006. Милена Делевић, за дипломски рад „Урбанистичко-архитектонско решење насеља за Роме у Београду”
- 2007. Драган Латинчић, апсолвент на Одсеку за композицију у класи редовног професора Властимира Трајковића, на Факултету музичких уметности у Београду, за дело „Шапутање”, за две виоле
- 2008. Соња Лончар и Андрија Павловић, Клавирски дуо ЛП, студенти специјалистичких студија на студијском програму за Камерну музику, за дело Концерт одржан 29. маја 2008. године, премијерно изведена композиција „Liliburlero Variations (београдска премијера) и „Pop songs” (светска премијера)
- 2009. Ана Григоровић, студент позоришне и радио режије Факултета драмских уметности у Београду, за поставку драме „North Force”
- 2010. Владимир Трмчић, студент прве године докторских студија на Факултету музичке уметности, за композицију за симфонијски оркестар „Зелено сунце Јануса“
- 2011. није додељена
- 2012. Креативни тим оснивача и реализатора Фестивала Ш. У. Н. Д. (Шта уметност нуди друштву?) студенти IV године Академије лепих уметности: Јована Бобић, Јована Миљановић, Милица Николић, Ана Нешовановић, Јелена Станковић И Соња Топаловић, за организован и одржан Трећи фестивал Ш. У. Н. Д. у Студентском културном центру Београд, од 9. до 17. маја 2012. године
- 2013. Ансамбл инклузивне представе: Ђорђе Голубовић, Игор Деспотовић, Душан Лазић, Јована Лазић, Анастазија Лизек, Александра Лиздек, Немања Митић, Јелена Мишковић и Михајло Риђевац, за извођење представе – инклузивног мјузикла „Чаробно путовање”
- 2014. тим деветоро ученика 13. београдске гимназије за играно документарни филм „Година коју су појели скакавци“
- 2015. није додељена
- 2016. Дора Филиповић, за филм „Погледи затворених очију”[35]
- 2017. Војкан Нововић, Данило Јекнић и Лука Лазовић, за вајарско стваралаштво,[3] савремена скулптура
- 2018. Тамара Ждерић, за ликовно стваралаштво[39]
- 2019. Јована Лазић, сопран[5] концерт са гостима у Музеју Народног позоришта у оквиру циклуса „Представљамо младе”[13]
- 2020. Јана Чубриловић, Јелена Тутић, Ирина Пејоски и Корана Чича-Поткоњак, квартет харфи „Нас четири”, за извођење композиције „Сан, светлост, кретање”[5]
- 2021. није било кандидата[11]
- 2022. Олга Јанковић, камерна опера "Чиста Вода"; Дамјан Јовичин "Улица милосрђа".
- 2023. Ана Шевић, за мастер рад „Културна станица 'Снага X светлости'”[8]
- 2024. Коста Стојановић, за мастер рад „Хабитат Лука Београд”[9]